# Замечательная эпоха
«Замеча́тельная эпо́ха» (фр. Une époque formidable...) — французский художественный фильм, вышедший на экраны в 1991 году.

## Сюжет
Оказавшись безработным и потерявший жену, Мишель Бертье, квалифицированный сотрудник в компании, специализирующейся на продаже матрасов, попадает в совершенно чуждый ему мир бомжей, которые помогут ему вернуть то, что он потерял:
«Бывает, когда в жизни у вас все получается. За три недели я потерял все: работу, машину, любимую девушку. К счастью, я встретил друзей, которые взяли у меня все остальное. Среди них был врач, его кабинет — это улица, там он и проводит свои операции. Сейчас я на тротуаре анализирую содержимое помойных ящиков. Самое ужасное, что этот врач мне сказал, что я не создан быть бедным…»
Столкнувшись с унижениями и одиночеством, он чудесным образом находит руку помощи у новоприобретённых друзей Тубиба, Мелка и Мимозы, его собратьев по несчастью, при этом не теряющих оптимизма и веру в лучшее.

## В ролях
- Жерар Жюньо — Мишель Бертье
- Виктория Абриль — Жюльетта, жена Мишеля
- Ришар Боренже — Тубиб, бывший врач
- Тикки Ольгадо[англ.] — Мелок
- Чик Ортега[фр.] — Мимоза
- Эрик Пра[англ.] — Малакян
- Ролан Бланш[англ.] — Копи
- Забу Брайтман — журналистка

## Награды и номинации
Фильм имел три номинации на премию «Сезар» (лучший актёр: Жерар Жюньо, лучший актёр второго плана: Тикки Ольгадо, самый многообещающий новичок: Чик Ортега), но не получил ни одной награды.

## Восприятие
Даже через много лет после выхода фильма на экраны он остаётся очень популярным во Франции. Согласно исследованию, проведённому изданием Télérama в 2014 году (через 21 год после первого показа фильма по французскому телевидению 23 ноября 1993 года), фильм занимает 17-е место среди всех выходивших во Франции фильмов по количеству посмотревших его телезрителей — таковых было 13,27 миллионов.